# Frederick County (Maryland)
 Der er flere lokaliteter med dette navn, se Frederick County.
Frederick County er et county beliggende i den nordvestlige del af den amerikanske delstat Maryland. Hovedbyen er Frederick, og grænser op til Pennsylvania i nord og Virginia i syd. I 2014 havde countiet 243.675 indbyggere. 
Countiets største arbejdsplads er U.S. Armys Fort Detrick med cirka 7.800 ansatte. Flådens militærinstallation og USA's præsidents ferieresidens Camp David er ligeledes beliggende i Frederick County.  

## Geografi
Ifølge United States Census Bureau er Fredericks totale areal på 1.728 km², hvoraf de 19 km² er vand. 

### Grænsende counties
- Adams County, Pennsylvania (nord)
- Carroll County (øst)
- Howard County (sydøst)
- Franklin County, Pennsylvania (nordvest)
- Montgomery County (syd)
- Washington County (vest)
- Loudoun County, Virginia (sydvest)